# 名探偵ピカチュウ
『名探偵ピカチュウ』（めいたんていピカチュウ、国外版タイトル：Detective Pikachu）は、クリーチャーズが開発し、株式会社ポケモン・任天堂より発売されたニンテンドー3DS用ゲームソフト。ポケットモンスターの登場キャラクターであるピカチュウと一緒に謎を解いていくシネマティックアドベンチャーゲーム。
2016年2月3日に『名探偵ピカチュウ 〜新コンビ誕生〜』（めいたんていピカチュウ しんコンビたんじょう）がダウンロード専用ソフトとして配信され、2018年3月23日に新たなシナリオを大幅に追加した『名探偵ピカチュウ』がパッケージ版・ダウンロード版として発売された。
以下、本文中で『名探偵ピカチュウ 〜新コンビ誕生〜』を『〜新コンビ誕生〜』と表記するほか、2018年3月発売の『名探偵ピカチュウ』を区別して示す場合、便宜上「完全版」と表記する。

## 歴史
2013年10月に放送されたプロフェッショナル 仕事の流儀に石原恒和が出演した際に本作の開発が示唆された。
2016年1月26日、同年2月3日に発売されることが発表された。
『〜新コンビ誕生〜』発売当時は続編に対して、本作のディレクターである宮下尚生が電撃オンラインでのインタビュー記事で「鋭意制作中」と発言していたが、2018年1月13日に追加要素を加えた『名探偵ピカチュウ』発売を発表した。
完全版発売の発表に伴い、『〜新コンビ誕生〜』の配信を2018年1月12日で終了。『〜新コンビ誕生〜』購入者は、完全版を販売開始から同年4月22日まで割引購入ができた。なお、『〜新コンビ誕生〜』は完全版の第3章までに相当し、『〜新コンビ誕生〜』をプレイした人向けに、完全版は章選択モードから第4章を選択して開始することが可能である。
このゲームを元にした実写映画、『名探偵ピカチュウ』が2019年5月に公開された。
2023年10月6日には、本作の続編となるNintendo Switch用ソフト『帰ってきた 名探偵ピカチュウ』が発売された。

## あらすじ
第1章
ティム・グッドマンは、行方不明になった父・ハリーを探すためにライムシティを訪れ、ハリーの元相棒であるピカチュウと出会う。そこでエイパムが女の子のネックレスを奪う事件が発生したため、ピカチュウとコンビを組み、事件を解決する。
第2章
ハリーの残した捜査資料に書いてあった場所・ヒトモシ洞窟を訪れると、突然凶暴化したオニゴーリに襲われ、洞窟に閉じ込められてしまう。脱出する前にアンプルの欠片を発見した。
第3章
ハリーが失踪直前に訪れていたと思われている研究所・PCLに潜入。オーロットが凶暴化する事件を解決し、近頃頻繁に起こるようになったポケモン絡みの事件が、ポケモンを凶暴化させる薬「R」が原因であったことを突き止める。
第4章
「R」の開発者であるワールスに話を聞くためにカプチ島を訪れるが、ワールスには湖のポケモンを襲った容疑が掛けられていたため、解決する。
第5章
1年前にポケモンの事件が起きて閉鎖された遊園地・ファインパークを訪れる。ポケモンたちの証言から、ハリーが何者かに襲われ、ミミロルにロケットを託していたことを知る。
第6章
事故当時の映像を確認するためにGNNを訪れるが、ビデオを探している間に、番組の撮影中に事件が起こる。解決した後、映像を確認することで「R」を使って騒動を起こした犯人を特定する。
第7章
ロケットに入っていた写真をもとに「R」の製造工場に潜入する。そこで捕まっていた元ワールスの助手から「R」の輸出の計画書の場所を聞いて手に入れる。
第8章
コンテナに潜入して到着したプライム・トレジャー号で「R」の輸出現場を押さえようとする。事件解決後、GNNの中に犯人がいることとポケモンカーニバルで「R」が散布されることが判明した。
第9章
最終章。ポケモンカーニバルで起こるはずだった「R」による大規模な事故を、未然に防ぐことに成功する。

## 登場キャラクター

### メインキャラクター
ティム・グッドマン
声 - 内田雄馬
本作の主人公。行方不明になった父・ハリー・グッドマンを探すためにライムシティを訪れ、そこでハリーの元相棒であるピカチュウと出会い、相棒となる。
父親譲りの鋭い洞察力をもっており、かつてハリーが捜索していたポケモンに関する事件に挑み解決していく。
赤いパーカーがお気に入りで何着も所持しており、常に着ている。掃除が得意でハリーが住んでいたアパートの部屋を綺麗にした。
「R」の事件が全て解決した後はピカチュウと共に父を探すことを決めた。
ピカチュウ
声 - 大川透
ティムの相棒。鹿撃ち帽を被っている。人語を理解し、話す事も出来るが、通じるのはティムのみであり、ティム以外の人物には鳴き声にしか聞こえない。コーヒーとお菓子が好き。ベイカーによると「事故に遭うまでコーヒーなんて飲まなかった」らしい。
かつてハリーのパートナーだったが、その時の記憶を失くしている。
以前は技を使えたが例の事故以来、技を使うことができない。ただし、最終章で10まんボルトが使えるようになった。捜査中に話しかけると、技の練習をしている姿を見ることができる。二本足で歩くが走るのも苦手。決め台詞は「ピカッとひらめいた！」。
「R」の事件が全て解決した後はティムと共に行方不明になったハリー探しに協力して行動する。
ハリー・グッドマン
ティムの父親。ピカチュウのパートナー。
2か月前、ポケモンに関する事件を追っていたが事故に遭い行方不明となる（ミュウツーの発言から生存していることが確認されている）。
かつて親友のベイカーとともに探偵事務所で様々な事件を解決し、ベイカー探偵事務所、ライムシティ警察署から信頼されている。生活は結構無頓着で住んでいたアパートは捜査資料などで散らかっていた。コーヒーと甘いものが好き。
ミュウツー
声 - 古谷徹
本作の物語の鍵を握るポケモン。テレパシーで言葉を話す。人間を強く警戒している。ハリーの事故現場に現れ、自身の細胞の回収と「R」にまつわるものを始末することをピカチュウと約束を交わした。プライム・トレジャー号で再会し、残っている自分の細胞の回収をするように命じた。自分自身の手で破壊するという行動などからピカチュウに「めんどくさいやつ」と言われている。「R」の事件が全て解決した後はピカチュウから最後の自身の細胞を渡され、彼を催眠術で眠らせた。ティムにハリーが無事であることを伝えた後、去っていった。
マイク・ベイカー
声 - 秋元羊介
ベイカー探偵事務所の所長。ハリーの親友で仕事仲間。家族に妻と娘がおり、机に写真が飾ってある。
ティムを温かく見守るもう一人の父親的存在。現在はホリディ警部と共にハリー失踪の謎を追っているが、いまだに手がかりはつかめていない。
アギルダー
ベイカーのパートナーで頼りになるポケモン。シャイで遠慮がちな極度の人見知りで、聞き込みが苦手。
普段はベイカーの傍にいるが敵に悟られないように隠れている。
動きは目にも止まらないほど素早い。ドーナツが大好物で、コーヒーは苦いので嫌い。ホリデイ警部に懐いている。
ティムとピカチュウがライム埠頭に行く際、同行して協力した。
アマンダ・ブラックストーン
声 - 広瀬有香
ベイカー探偵事務所のアシスタント。最近になってお客様用のお菓子を勝手に食べるピカチュウを叱っている。
船の免許を持っておりモーターボートを乗りこなすが、ピカチュウが嫌がるほど運転はスピード狂。
ヤヤコマ
アマンダのパートナーであるポケモン。まじめな性格。伝言の手紙を配達してアマンダに届ける仕事をしている。アマンダの船の運転が好き。
シュシュプなど他のポケモンと友達になりたがる積極的な一面を持つ。
エミリア・クリスティー
声 - 清水理沙
本作のヒロイン。テレビ局GNNの新人AD。ティムとはタンティ駅前でのエイパム事件以来、彼の行く捜査先にて必ず毎回出会う。
その為、ティムはピカチュウから彼女との関係でよくひやかされている。「R」で凶暴化したオーロットが暴れ出した時、ティムを助けた。
1年前のファインパークの事故をリポートしたことを後悔しており、遊園地が閉園したことやたくさんの人とポケモンたちが傷ついたことを気にしている。

### その他のキャラクター
メイコ・オカモト
声 - 下田レイ
GNNのカメラマン。テレビ局ディレクター。快活な性格で、エミリアと共にロケーション撮影を行っている。
彼女が写したカメラの映像がポケモンの事件に関する重要な手掛かりとなることが多い。1年前のファインパークの撮影に関わっている。
パブロ・ミラン
声 - 坂本くんぺい
探偵事務所の1階にある「ハイハットカフェ」のマスター。最近ルンパッパをウエイトレスとして雇い始めた。
自慢のハイハットブレンドはピカチュウも常連になるほどのお気に入り。
元々はミュージシャンを目指していた。その名残である楽器が店の奥に置いてある。
ルンパッパ
パブロが雇ったウエイトレスのポケモン。おとぼけな性格で性別は♀。
ポケモンカーニバルに参加する為にパブロと共に踊りの練習をしていた。
フランク・ホリデイ
声 - 宝亀克寿
ライムシティの警部。ベイカーとはポリスアカデミーで出会い知り合った旧知の仲で、親友同士。
ハリーの巻きこまれた事故についても捜査している。ハリーの事故現場で倒れていたピカチュウをベイカー探偵事務所まで運んだ。
ベイカーのアギルダーのことを「アギーちゃん」と呼んで可愛がっており、よくドーナツをあげている。
部下に警部補のブラッドがいる。
ブラッド・マクマスター
声 - 浜田賢二
ライム警察署警部補。ホリデイの部下。ライボルトをパートナーにしている。自分の考えに絶対の自信を持つ。探偵のことを快く思っていない。
自信過剰で嫌味な性格の為、ピカチュウとは相容れない。ティムとはカプチ島での事件で出会い、ポケモンカーニバルでの事件では捜査に協力した。
ライボルト
ブラッドのパートナーであるポケモン。スイトックで忠実。ピカチュウとは犬猿の仲。
嗅覚が優れている。特にシュシュプの匂いは刺激が強すぎてくしゃみが止まらないほど敏感で、ピカチュウから皮肉をこめて「クシャミくん」というあだ名を付けられる。
ロジャー・クリフォード
声 - 東地宏樹
エミリアたちの上司である、GNNの敏腕プロデューサー。ティムにも優しく接してくれるナイスガイ。「ヤンヤンマカメラ」の考案者でもある。
イーサン・グレアム
声 - 羽佐間道夫
GNNの社長。スクープで視聴率を上げることばかり考えている。現場にいた頃はプロデューサーとして大活躍していた。

### 各章のキャラクター
同種のポケモンの別個体が別の場面に登場することもある。
第1章
ネックレスの女の子
タンティ駅前でエイパムに母親からもらった大切なネックレスを盗られてしまった女の子。本名は不明。
ティムがネックレスを取り戻すまでエミリアが付き添っていた。
エイパム
イタズラ好きなポケモン。タンティ公園で大人しく暮らしていたが最近になってタンティ駅前で人の物を盗むなどの大騒動を起こしていた。ヤミカラスとはうっかり住処の木に登ってしまい襲われたことで仲が悪くなり目を合わすたびに喧嘩をする。
ヤミカラス
嘘つきで捻くれ者のポケモン。光り物が大好きで趣味はキラキラ集め。エイパムとは上記の理由で仲が悪く目を合わすたびに喧嘩をする。ネックレスに目を付けて噴水エリアでエイパムを襲った犯人。
ズルッグ
公園を遊び場にしているポケモン。パートナーの男の子とはサッカーボールを蹴り返したことがきっかけで仲良くなりコーチしている。
パートナーの男の子は誤ってミノムッチにサッカーボールをぶつけてしまいミノを壊してしまったことがある。
ミノムッチ
タンティ公園の噴水エリアの木に住んでいるポケモン。くさきのミノの姿。無邪気で陽気。3匹の内、1匹が行方不明になってしまう。くすぐったいという理由でミノを触られることを嫌う。サッカーボールを怖がっている。
ゴミのミノのミノムッチ
カフェエリアの大木にいたミノムッチ。元々はくさきのミノの姿だったが、エイパムとヤミカラスの喧嘩に巻き込まれてミノが壊れたことにより、近くに倒れていたゴミ箱でゴミのミノの姿になっていた。その際にネックレスを取り込んでいた。
ミノマダム
カフェエリアの大木に住むポケモン。くさき・ゴミ・すなちの3匹がおり、共にやかましい性格。ゴミのミノのミノムッチを過保護に守っていた。

第2章
オニゴーリ
ヒトモシ洞窟に住むポケモン。得意技は「れいとうビーム」で、一瞬で川を凍らせる威力を持つ。洞窟内で突然暴れだし撮影に来たエミリアとメイコを襲う。
暴れた後は記憶がなく、ひどく疲れていた。後に、暴れた原因が「R」であることが判明した。
ヒトモシ
ヒトモシ洞窟に住むポケモン。眠っている個体が多い。頭の炎は氷を溶かす。洞窟に人間が来るのが楽しい。
フワンテ
ヒトモシ洞窟に住むポケモン。子供を運ぶのが精一杯。1匹がオニゴーリに凍らされるがティムに助けられる。
フワライド
ヒトモシ洞窟に住むポケモン。メイコが撮影したビデオカメラの中に映っていた。大人3人を運べる。ティムたちの脱出に協力する。
オンバット
ヒトモシ洞窟に住むポケモン。洞穴の上に3匹ぶら下がっている。お腹を空かせておりティムが持っていたお菓子に目を付けていた。

第3章
ハーデリア
ポケモン総合研究所・PCLでパートナーの警備員と一緒に警備をしているポケモン。真面目な性格。後にパートナーがGNNの警備員に派遣されたため、一緒に移動した。
リタ・パートリッジ
声 - 茅野愛衣
ポケモン総合研究所・PCLの受付嬢。ピカチュウは彼女が自分に好意を持っていると勘違いしていた。実はピカチュウが大好き。
フラエッテ
リタのパートナーポケモン。リタと一緒に受付の周りにある花の世話をしている。
ドロシー・フィッシャー
声 - 田中敦子
PCLの所長。かつてポケモンの捕獲に関する研究をしていたが、所長となってからは研究所の管理に専念している。
所長になる前にはゴーストポケモンも捕らえられるポケモンの捕獲装置を作って完成させた。カルロスが逮捕された時は彼に「残念だわ」と言っていた。
チラーミィ
ドロシーのパートナーポケモン。所長室の掃除をしている。フリッジのダストダスとは仲良し。
フレデリック・ハートフィールド
声 - 脇知弘
PCLの研究員。研究所の人間からは「フリッジ」と呼ばれる。陽気でざっくばらんな性格。ダストダスの体の仕組みをクリーンなごみ処理に応用できないか研究している。
ダストダス
フリッジのパートナーポケモン。フリッジから毎日、大好物であるゴミがもらえるので満足している。ゴミを食べた後は口から毒ガスを吐く。ドロシーのチラーミィとは仲良し。
ニーナ・オハラ
声 - 小堀幸
PCLの研究員。ツボツボのきのみの加工処理による医薬品の開発に努めている。また、怪談好きでレポートにまとめている。フリッジの研究室に共同でおり彼のダストダスが出す毒ガスに注意をしている。ウォーレスのことが苦手。
ツボツボ
ニーナのパートナーポケモン。少し内気。木の実を発酵させ、自らの体液と混ぜてジュースにすることができる。中庭でよく実験を行うことが多い。甲羅が丈夫。
カルロス・エルナンド
声 - 最上嗣生
PCLの研究員。ロトムのエネルギーから効率の良い動力開発について研究しているが、ロトムとの意思疎通が取れずに難航している。
オーロットを「R」で凶暴化させた真犯人。偶然見つけた秘密の地下室でワールスの書いたノートを見つけ、ポケモンを凶暴化させる薬「R」を開発し、謎の人物に引き渡し研究費を援助してもらっていた。ハリーの車に細工をし、事故の原因を作った。ティムの推理で見破られ、逮捕される。ハリーの息子であるティムが邪魔だったらしく彼を始末しようとしていた。謎の人物の正体を知らないらしく直接会ったことがない。
『帰ってきた名探偵ピカチュウ』では回想のみ登場。キースと共にバンブートストリートの竹林にてコドラを連れて何かを話していた。
ロトム
カルロスのパートナーであるポケモン。カルロスとは意思疎通ができておらず彼の言うことを全く聞かずパソコンに入り込んでしまう（ピカチュウ曰く「研究以前の問題」）。カルロスを子分扱いしている。所長室の時計に入り込んでドロシーを驚かせたことがある。
ウォーレス・キャロル
声 - 内山昂輝
PCLの研究員。ユニラン・ダブランの細胞について研究している。新人が入ってくると中庭のパスコードを暗号にしてロックする。
オーロットが暴れたのをティムのせいだと思い込み憤慨して彼を疑っていた。
ユニラン・ダブラン
ウォーレスのパートナーポケモン。培養液の中に入っている。テレパシーを持ち会話をするが人間のウォーレスには伝わらない模様。
予知能力があり、オーロットが中庭で暴れる危険を察知していた。
クレッフィ
PCLのポケモン。研究所の鍵を管理している。ツボツボが作ったジュースが大好物。自分が持っている鍵を他の者に触れられるのが大嫌いで、倉庫の鍵を見せてほしいと言うピカチュウに鍵を取られると思い込み剣幕になる気が強い一面を持つ。
オーロット
PCLのポケモン。中庭の長老的存在で植物と木の世話をしている。お昼に食べていたきのみに「R」が仕込まれていたため、凶暴化し暴れだす。
暴れた後は滅茶苦茶になった中庭を見て、ひどく落ち込んでいた。中庭には他にもフォッコとボクレーが住んでいる。
ゲンガー
20年前からPCLに住み着いているゴーストポケモン。監視カメラには映らない。PCLのポケモンたちのご飯を盗るなどのイタズラをしていた。
秘密の地下室を訪れたカルロスと友達になり、彼の指示でオーロットの食べかけのきのみを影の中から回収する。最後はポケモンの捕獲装置で捕まり警察に連行された。「R」の事件が全て解決した後はPCLのポケモン達と一緒に暮らしていた。

第4章
マイロ・グリーン
声 - 潘めぐみ
ポケモンレンジャー見習いの少年。ワールスのことを慕っており、彼が作ったきずぐすりを使って湖で怪我をしたポケモンの手当てをしている。ワールスからよくポケモンの知識を教わっているため、ポケモンの生態に詳しい。ワールスの無実を証明するためにティムと一緒に湖の事件を解決しに行く。
バンダナに付けているきれいなウロコは幼い頃、湖に溺れた自分を助けてくれた守護者のポケモンからもらった物。
湖のポケモンの中では特にヒンバスと仲が良い。事件解決後はヒンバスから進化したミロカロスと共にポケモンレンジャーの活躍をしている。
ヒンバス→ミロカロス
カプチ湖に住むポケモン。性別は♂（鰭の長さや、ミロカロスに進化後はピカチュウから「男前になった」と言われていたため）。やんちゃな性格で怪我をすることが多く、マイロによくきずぐすりで治してもらうため、彼のことを強く信頼している。
シザリガーの攻撃からマイロを庇い重傷を負うがミロカロスに進化してシザリガーを撃退して大人しくさせた。
ジョン・ワールス
声 - 阪脩
PCL初代所長。10年前、研究所でポケモンの万能薬を作ろうとしたが手違いにより「R」を作成してしまう。
PCLの爆発事故を世間から責められ、人目を避けてカプチ島に移り住んだ。自責の念にかられている。よくカプチ湖に訪れて研究をしている。
ブラッドに湖の事件の犯人だと決めつけられ逮捕されそうになるが、島を訪れたティムに助けられ解放される。以前、ハリーも「R」のことについて聞いてきた。
「R」の事件解決後は元助手であるサイモンとヤナップが自分の家に訪れて再会することができた。
ルイーズ・マリガン
声 - 勝生真沙子
ライムリゾート開発リーダーで、ピカチュウが見惚れるほどの美人。花の香りがする。シュシュプをパートナーにしている。ワールスにライム島のリゾート計画の話を持ち掛けたが断られたため、彼を陥れようとしてシザリガーを別地方から持ち運んで湖の事件を起こした真犯人。自分が立てたプランを成功させるためなら周りに構わず何でもやる性格で、ワールス曰く「悲しい人」。最後はブラッドに連行された。
シュシュプ
ルイーズのパートナーポケモンで、彼女の香水替わりになっている。ワールスのことを嫌っている（ピカチュウ曰く「ルイーズを困らせる奴は嫌い」）。
親方
ドッコラー運送会社の親方。名前は不明。ドッコラーと共にカプチ島の住民に荷物を運ぶ仕事をしている。壊れた橋の修理をする。
ドッコラー
ドッコラー運送会社で働く親方のパートナーポケモン。2匹いる。角材で体を鍛えており、カプチ島で住民の荷物を運ぶ仕事をしている。ある習性が犯人に利用されてしまう。
シザリガー
荒くれ者のポケモン。本来は別地方に住んでいるポケモンだが、何者かによってカプチ湖まで運ばれた為、湖を縄張りにして、住んでいるポケモンを追い出していた。ミロカロスによって大人しくなった後は自分が住んでいた元の場所に帰りたがっていた。事件解決後はブラッドによって元の地方に帰された。
ミュウ
名前のみ登場した伝説のポケモン。ワールスはミュウの細胞を使って万能薬を作る予定だった。

第5章
リザードン
ファインパークのポケモンでパレードの主役をつとめていた。いつも元気がいい気のいい性格で面倒見が良く、ニャビーを始めパークのポケモン達から慕われている。また責任感が強く人間からも信頼されていた。
1年前、パレードの途中で突然暴れ出した。実は風船に仕込まれた「R」が原因で暴れさせられていた。事故後は人間に連れて行かれてしまう。
「R」の事件が全て解決した後は無事ファインパークに戻ってきた。
フーディン
ファインパークのポケモン。長老的存在でパークに隠れ住んでいるポケモン達のリーダー。
超能力で体を浮かばせている。1年前の事故当時は別の遊園地のショーに出ていた。リザードンを助けられなかったことを後悔している。
数か月前に事故後の遊園地を調べに来たハリーと一緒にいたピカチュウのことを覚えている。
ニャビー
ファインパークのポケモン。いたずらボーイ。パークのポケモンの中でリザードンに一番なついており、帰りを待ち続けている。
雨が苦手。気まぐれでよく、ねぐらを変える。遊園地が賑やかだった頃はリザードンとのコンビで炎のショーをやっていた。
以前、ヤミカラスの宝を燃やそうとしたことがある（ヤミカラスがリザードンを突いたのが原因）。
ミミロル
ファインパークのポケモン。もこふわガール。1年前、スコルピを連れた男に襲われていた所をハリーに助けられた際に、彼からロケットを預かった。
街を眺める為にエレザードに頼んで観覧車を上まで動かしてもらいリザードンの帰りを待ち続けている。バチュルが観覧車の配線回路の部品を切ったのが原因で降りられなくなったところをピカチュウに助けられた。「R」の事件が全て解決した後はリザードンと再会ができた。
ドゴーム
ファインパークのポケモン。大声がすごい。2匹のうち観覧車付近のドゴームは大砲係（遊園地が賑やかだった頃は花火を上げる係。広場にいるドゴームはアナウンス係）でミミロル救出に協力し、ピカチュウを大砲で飛ばした。
エレザード
ファインパークのポケモン。ミミロルに頼まれて電気で観覧車を動かしていたが、突然降りられなくなったミミロルを心配していた。遊園地が賑やかだった頃は電気を送る係だった。
バチュル
大好物の電気を求めてファインパークに住み着いたポケモン。4匹いる。観覧車に雷が落ちたことでハイになり観覧車の配線回路の部品を切ってしまったことでミミロルが降りられなくなってしまった。密かにエレザードから電気を吸っていた。4匹のうちの1匹がピカチュウから電気を吸おうとしていた。

第6章
マックス・ウォーホル
声 - 坂口哲夫
パートナーのペラップとともにマックス&ペラップとして活動している芸人。ナイスミュージックの番組の司会を務めている。
私生活では莫大な借金を抱えていて悩んでいる。カリーナのバイオリンを舞台裏で偽物とすり替えて盗んだ真犯人。最後は警察に引き渡された。
ロジャーは彼に司会を続けてもらう予定だった模様で残念に思っていた。
ペラップ
マックスのパートナーポケモン。声色を変えられる。マックスの合図により他の人物の声を出す。
オルガのブニャットとは反りが合わず顔を合わす度に睨み合っている。マックスがティムの推理で犯人と見破られた時、彼に「ハンニンハオマエー」と言う（最初は黙れと言われる）。
オルガ・エリソン
声 - 根谷美智子
音楽評論家。パートナーのブニャットがよく迷子になる。口癖は「邪魔よ邪魔！」。
誰にでも高圧的でキツイ言動をするので一部のスタッフから嫌われている。ピカチュウ曰く「強烈なおばさん」。本来の職業はバイオリニストで、1個200万ドルするほどの価値を持つカリーナのバイオリンを欲しがっていた。
ブニャット
オルガのパートナーポケモン。自分が1番だと思っており、ピカチュウ曰く「女王様」。
気に入った場所を見つけては、他のポケモンがいるのにも関わらず強引に追い出して昼寝をする習性を持つ。よくカメラに難癖をつける。
ヒロ・モーガン
声 - 平川大輔
GNNのディレクター。GNNの見学に来たティムをエミリアのボーイフレンドだと思って彼女をからかっていた。ナイスミュージックのディレクターを務めている。家族で笑い合える番組を作るのが夢。
ホーホー
ヒロのパートナーポケモン。副調整室で正確に合図を送る、時間を教えてくれるタイムキーパー。いつも一本足で立っているが足を入れ替える瞬間は素早くてなかなか見られない。ヒロの夢を応援している。
キース・ノーマン
声 - 櫻井トオル
GNNのアシスタントディレクター。ヤンヤンマの世話をしている。GNNには半年前に入社した。
ファインパークの事件を引き起こした真犯人で、ハリーを襲った男。スコルピをパートナーにしている。1年前に撮影されたビデオカメラに映っていたことで正体が露見しGNNから逃走した。「R」の輸出を企てており、闇オークションで出品しようとしたがティムとピカチュウに見つかり、再び逃走を図るも妨害され逮捕された。謎の人物とは電話や手紙で連絡を取り合い指示を受けていたがカルロスと同じく直接会ったことがない。「R」の計画に協力したのは高額なお金が欲しかった為である。
『帰ってきた名探偵ピカチュウ』では回想のみ登場。バンブーストリートの竹林にてもう1人の男(おそらくカルロス)と何かを話していた所をハリーとピカチュウに目撃されてしまい、連れていたコドラに「R」を与えて狂暴化させた後に逃走した。
スコルピ
キースのパートナーであるポケモン。狙撃手で発射する針の先には毒がある。
ファインパークのパレード中に、「R」が仕込まれた風船を針で割ってリザードンを暴れさせた。
プライム・トレジャー号で再び現れてキースが逃れる手助けをしてオンバーンで逃走しようとしたがピカチュウとティムに妨害されて逃げ遅れてしまう。
オンバーン
GNNの屋上から現れたキースの仲間であるポケモン。キースの空からの逃走を手助けしている。得意技は「ふきとばし」。プライム・トレジャー号で再び現れキースを逃がそうとするが失敗し、そのままどこかへ飛んでいった。実はロジャーのパートナーポケモン。ライムシティの時計塔に現れ彼に改良型の「R」を与えられ強化される。ピカチュウの10まんボルトにやられた後、警察官に運ばれていた。
カリーナ・ミッチェル
声 - 上田麗奈
腕はいいが奥手な性格のバイオリニスト。パートナーはコロトック。
愛用のバイオリンは職人である亡き祖父が作ってくれた大切な宝物で、裏には自分へのメッセージが書かれている。
コロトック
カリーナのパートナーポケモン。ナイスミドルな音楽家。彼女のバイオリンの音色に合わせて演奏をしている。音色を聞き分けることができる。
ヤンヤンマ
GNNのカメラ撮影を担当しているポケモン。複数いる。「ヤンヤンマカメラ」の担当。
カリーナのリハーサル中に2匹がお互いぶつかるという事故が起き、その拍子で彼女のバイオリンを壊してしまった。

第7章
アレキサンダー・ワイルド
声 - 沖野晃司
ライム埠頭にある工場の工場長。キースの仲間。肩幅が広く良い筋肉の持ち主。腕っぷしが強い。
捕まえたサイモンを工場の奥の部屋に閉じ込めて脅して「R」を作らせていた。工場に侵入したティムとピカチュウを捕まえようとするが失敗する。
サイモン・イェン
声 - 増田俊樹
ライム埠頭にある工場に監禁され、「R」の製造をさせられている元ワールスの助手。
10年前のPCLの爆発事故の半分は自分のせいだと思っているが、全責任を負うことにしたワールスに庇われる。彼が研究所を去る際について行こうとしたが断られてしまい、ワールスの安否を気にしていた。
自分を助けに来てくれたティムとピカチュウを搬入予定のコンテナに入れて逃がした。「R」の事件が全て解決した後は解放され、カプチ島にいるワールスと再会ができた。
ヤナップ
サイモンのパートナーポケモン。サイモンの洗濯物を運んだりしている。心優しい性格で健気。サイモンと異なり、工場の中を自由に歩くことができる。工場の作業員とは仲が良く、よくお菓子をもらう。怖い顔でサイモンのことを急かすアレキサンダーのことを嫌っている。
「R」の事件が全て解決した後はサイモンと共にカプチ島に行きワールスと再会した。
イトマル
工場で食べ物を求めて侵入したポケモン。自分の糸は切れないほど丈夫。ティムとピカチュウを下に下ろすのに協力した。
後にピカチュウから報酬として缶詰の食べ物をもらった。

第8章
ローズ・ミルトン
声 - 鈴木弘子
ブルーとともに船旅をしている裕福な老婦人。
自分のカバンがデスカーンのお面が入ったカバンと取り違えられていた。事件解決のお礼に、ティムに夫のジャケットを、ピカチュウには蝶ネクタイを貸した。
ブルー
ローズのパートナーポケモン。ガラスのハートを持つほど臆病な性格で、デスカーンのお面に怯えていた。
ウォルター・エッカート
声 - 藤原貴弘
プライム・トレジャー号の船長。ローズの知り合い。パートナーはノズパス。
ローズから取り違えられた荷物のカバンを預かるが少し目を離した隙にデスカーンのお面が盗まれてしまう。
ノズパス
ウォルターのパートナーポケモン。常に北を向いていて、別の方向に変えようとしても磁力で戻ってしまう。デスカーンのお面が大好きになり気に入る。
ジーノ・ファリーナ
声 - 勝杏里
セレブな料理人。「アンリ兄弟のレシピ」を再現しようとしている。グレアムの友人。
自分のカバンがローズのカバンと取り違えられたため、カクレオンを使って中に入っていたデスカーンのお面を盗ませていた真犯人。最後は逮捕された。
新しいメニューが浮かばずスランプに陥っており、闇オークションで出品される「アンリ兄弟のレシピ」を手に入れる為にオークションに参加しようとしていた。
カクレオン
ジーノのパートナーポケモン。透明になれるがお腹の模様は隠せず、驚くと姿を現す。船長が少し目を離している隙にデスカーンのお面を盗んだ。
ワルビル
ボディーガードの男性のポケモンで2匹いる。警戒心が強く剣幕が激しい。闇オークションの会場の扉の前で見張りをしていた。ピカチュウのことを胡散臭がっている。後にキースが撒いたカプセル型の「R」で凶暴化されティムとピカチュウを襲うが、ティムに消火器をかけられ動きを止められた。
シャンデラ
闇オークションの会場内にいたポケモン。宝石などの光り物が大好きで、エミリアからイヤリングをもらい気に入り彼女になつく。後にエミリアに頼まれてオンバーンから落ちたティムとキースを間一髪受け止めた。

第9章
黄色の帽子の男
黄色の帽子をかぶった男性。本名は不明。
ポケモンカーニバルが始まる前に使う予定だったカプセル型のRを持っている所をティムとブラッドに見つかり、逮捕された。
謎の人物
全ての「R」の事件を引き起こした真犯人で真の黒幕。陰でカルロスとキースに指示をして「R」の計画を企てていた。正体不明でカルロスとキースは直接会ったことがない。
その正体はロジャー・クリフォード。ピカチュウが電気技を使えないことを知っている。ミュウツーの最後の細胞を持つ。エミリアを人質にしてティムに装置を動かせようとした。
ポケモンカーニバルで事件を起こそうとした理由は「R」の実験データを取るためで、ポケモンたちの暴走の様子をスクープしてGNNの評判を上げようとしていた。世界にさしあたってGNNをこの手に抑め、ライムシティのありとあらゆる情報を操作して街を支配する計画を企てていた。
パートナーのオンバーンに改良型の「R」を使って強化させ強力な超音波で「R」が入ったタンクを壊して流出させようとしたが、ピカチュウに計画を阻止され警察に逮捕された。
『帰ってきた名探偵ピカチュウ』で釈放後は反省してボランティア活動をしていることが明かされた。

## 舞台
ライムシティ
人とポケモンとが共存する街。街並みは近代的で、自動車や地下鉄が発達している。一方で緑の多い「タンティ公園」や、郊外にはヒトモシが多く生息する「ヒトモシ洞窟」などを有している。最近、ポケモンが突然凶暴になり人間に悪戯や暴力を振るう事件が続発している。
タンティ駅前
ティムが初めて訪れピカチュウと出会った場所。町ではエイパムが人の物を盗むなどのいたずら騒動が起きていた。
タンティ公園
自然豊かな公園。3つのエリアがあり噴水エリア、カフェエリア、自然エリアがある。それぞれのエリアに、とりポケモンが多いのが特徴。
ヒトモシ洞窟
ヒトモシが住む洞窟。デートスポットとして有名でよく人間が訪れるため、ポケモンたちは人間に対する警戒心が薄い。
PCL
ポケモン総合研究所。研究員がパートナーであるポケモンと共に様々な実験を行っている。初代所長はワールスで、10年前に爆発事故があったため施設が崩壊してしまった。現在は建て直されており、現所長はドロシー。
カプチ島
自然豊かな島。リゾート開発計画が行われているが反対している者も多い。ワールスが人目を避けるため移り住んでいる。湖には島の守護者であるポケモンがいる。湖に突然、霧が発生し怪我をしたポケモンが街へ逃げていく事件が発生していた。島行きの船は1日1本しか出ない。
ファインパーク
ライムシティにある遊園地。かつては人もポケモンも集まる賑やかな遊園地だったが、1年前の事故が原因で現在は閉園。建物や乗り物は事故当時のままで放置されておりところどころ崩壊していて錆びついている。事故後、人間に連れ去られる前に逃げた少数のポケモンたちが隠れて暮らしている。
GNN
ライムシティのテレビ局。テレビに出るタレントポケモンがいる。数年前は視聴率が低調気味だったが突然人気絶好調となり撮影の依頼が多くなった。ヤンヤンマが撮影する「ヤンヤンマカメラ」が大人気。第一スタジオ、副調整室、それぞれの出演者とタレントポケモンの控室の部屋が多数ある。
ライム埠頭
ライムシティの港。倉庫が100以上ある。コンテナの色によって扱う荷物の種類が違う。「R」を生産する工場があり、ワールスの元助手サイモンが捕まっていた。
プライム・トレジャー号
豪華客船。世界中を回っており乗客のリクエストで行き先が決まる。荷物の搬入も行う。
ポケモンカーニバル
ライムシティの広場で行われるポケモン達のパレードのイベント。パレードは3グループに分かれている。ポケモン達がもらうお菓子を扱う屋台がある。

## 用語
「R」
ポケモンを凶暴化させる薬品。ミュウツーの細胞が使われている。
液体・気体・カプセル型の3種類がある。後に、敵と味方の識別が可能な改良型が開発される予定。
薬を使用したポケモンは攻撃が強化されるが副作用として目が赤くなり凶暴化して敵味方の区別なしで暴れまわる。薬の効果が切れた後は疲労感に陥り、暴れた時の記憶がない。
「R」を作れるのはワールスとサイモンの2人のみ。
改良型の「R」
後に改良された薬品。この薬を与えられたポケモンはパートナーの識別ができる。
プライム・トレジャー・ショー
プライム・トレジャー号で開催される伝統のあるショー。正式名称は「プライム・トレジャー・オークション」で、盗品も扱う闇オークション。船の2階のデッキにいるプルリルにある条件でメニューの注文するとオークションのカタログがもらえる。

## 開発
本作のプロデューサーである陣内弘之による「“名探偵ピカチュウ”というタイトルのゲームを作る」という提案から始まった。ピカチュウの声はアニメでの一部の例外を除き大谷育江のものが世界共通で使用されているが、探偵に関するアイデアを元に中年男性の声で話すピカチュウのイメージが形成された。
クリーチャーズにおいて『ポケモンスタジアム』や『ポケットモンスター X・Y』等で積み上げたモデリング技術を本作でも活用している。ただし、ポケモンについては過去のノウハウによってベースとなるモデルが存在するものの実際には作り直しており、ピカチュウについては二足歩行に適した人間の仕草を意識したほか、その他のポケモンについてもバトル中心から街の中にいて生活感があるようなモーションに変更している。
音響関係については、探偵モノであるから海外ドラマをイメージしており、キャラクターのキャスティングについては吹き替え経験の多い声優を採用している。その他についても、これまでのポケモン作品とは異なる落ち着いた雰囲気で制作しているほか、効果音などはリアルな表現を意識している。

## 映画
ゲームを原作とした実写映画が制作された。日本で2019年5月3日に先行公開された後、米国で同年5月10日に公開された。監督はロブ・レターマン、脚本はニコール・パールマンとアレックス・ハーシュ、製作会社はレジェンダリー・エンターテインメント。世界での配給はワーナー・ブラザース、日本国内の配給は東宝が務める。